# Charixa burdonaria
Charixa burdonaria är en mossdjursart som beskrevs av Taylor, Lazo och Maria Aguirre-Urreta 2008. Charixa burdonaria ingår i släktet Charixa och familjen Electridae. Inga underarter finns listade i Catalogue of Life.